# Hechtia conzattiana
Hechtia conzattiana är en gräsväxtart som beskrevs av Lyman Bradford Smith. Hechtia conzattiana ingår i släktet Hechtia och familjen Bromeliaceae. Inga underarter finns listade i Catalogue of Life.